# Abraham Laboriel
Abraham Laboriel Sr. (17. juli 1947 i Mexico City i Mexico) er en mexicansk elbassist. 
Laboriel studerede på Berklee School of Music, og flyttede derefter til Los Angeles, hvor han hurtigt blev en af de mest benyttede bassister. Han har medvirket på mere end 4.000 pladeindspilninger og soundtracks. Magasinet Guitar Player har kaldt ham "den mest benyttede session-bassist i vor tid". Han indtager pladsen som nr. 42 listen over de 100 bedste bassister nogensinde som udgiver af magasinet Bass Player.
Han har spillet med Lee Ritenour, Stevie Wonder, Dave Grusin, Barbra Streisand, Billy Cobham, Elton John, Steve Gadd, Madonna, Paul Simon, Dolly Parton, Quincy Jones, Herbie Hancock, Leo Sayer, Michael Jackson, Engelbert Humperdinck etc. 
Laboriel var også med til at starte grupperne Koinonia og Friendship.